# شلمنصر الخامس
شلمنصر الخامس ملك أشور اختير وريث والده تغلث فلاسر الثالث (744-727 قبل الميلاد)، كان شلمنصر الخامس ملك أشور وملك بابل. ولكن استمرت فترة حكمه أقل من خمس سنوات وانتهت في حرب الخلافة التي جلبت شقيقه، سرجون الثاني (721-705 قبل الميلاد)، إلى السلطة.

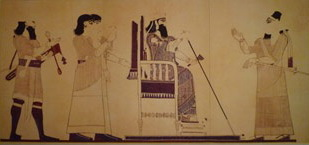
هذا المشهد من جدار رسمت في القصر الآشوري القرن 8 ق.م من (أرسلان طاش الحديثة) في سوريا وتبين الملك تغلث فلاسر الثالث يتلقى تقرير من ولي العهد الذي يمكن تحديده عن طريق غطاء الرأس المميز له.

كان شلمنصر الخامس وليا للعهد، وكان معروفا بأسم Ululayu. وكان هذا الاسم شائع إلى حد كبير بالتأكيد وكان بالتأكيد اسمه عند الميلاد وتعني «ولد في Elul (أي الشهر السادس من التقويم الآشوري TT ؛ ج أغسطس سبتمبر)». نحن لا نعرف متى تمت ترقيت Ululayu ليصبح ولي العهد الآشوري، لكن خمسة رسائل من المراسلات الملكية التي عثر عليها في Kalhu (كالح) والذي يقدم تقاريره إلى والده، الملك، تشهد على أنشطته خلال تلك الفترة.
وهذه الرسائل لها نظائر في وثيقة أرسلت بعد عقود في وقت لاحق من قبل سنحاريب (704-681 قبل الميلاد) إلى والده الملك، سرجون الثاني: كانت الرسائل تتظمن آشور على ما يرام، والمعابد جيدة، وجميع حصون الملك جيدة "، وقد حصلنا على هذه المعلومات بقدر المراسلات التي حصلنا عليها على قيد الحياة أو بحالة جيدة. وكان منصب ولي العهد الذي كان ثاني أعلى منصب في الدولة الآشورية بعد الملك، حتى أعلى من القائد العام للقوات المسلحة.
نرى ولي العهد Ululayu (كان اسم شلمنصر الخامس عندما كان وليا للعهد)وظيفته في المقام الأول التعامل مع المسائل المنزلية في القصر في غياب الملك: على سبيل المثال ترتيب الامدادات للقصر.
ونقل قطع الجليد التي جمعت على قمم الجبال إلى الشمال والشرق من آشور المركزية ونقلها إلى Kalhu (كالح) من النهر، وتنسيق المعلومات وحماية لرحلات والسفر الملكة، واستقبال الوفود الزائرة للقصر الملكي. والعلاقات الدبلوماسية يبدو أن واحدة من اهتماماته الرئيسية كما نرى أيضا رصد استقبال الهدايا للدولة الآشورية في الخارج. من النقوش المعروفة تبين انه كان يتعامل مع ممالك خاصة تابعة من غرب آشور: كركميش، Kummuhi (Commagene)، Gurgum، كيو، Sam'al، أشدود وموآب PGP .
لقد اكتسب معرفة جيدة في هذه المناطق خلال تلك الفترة، والإعداد الممتاز للحملات العسكرية التي أدار ضد بعض هذه الدول وملك أشور.
بعد وفاة تغلث فلاسر الطبيعي، Ululayu صعد إلى العرش واصبح اسمه شلمنصر الخامس دون أي تحدي. مثل والده، وقال انه لا يحكم فقط ولكنه ملك أشور أيضاً.
وبدلاً من اسمه (أولولايو) انه تبنى كل يوم اسم العرش المجيد، شلمنصر، ومعناه «الله هو قبل كل شيء Salmanu».
كان هذا الاسم يصلح لحاكم آشور واتخذه اسما له كحال بعض أسلافه مثل شلمنصر الثالث وشلمنصر الثاني (858-824 قبل الميلاد) - وكلاهما
معروف جيدا لفتوحاتهم من المناطق الغربية إلى آشور-. واتخذ برنامج سياسي جديد، واستمر بأخضاع الغرب واستمرار الحملات التي بدأها والده.
لأن حكمه قصير، والوثائق الرسمية عددها قليل جدا لم يصلنا اخبارا كثيرة عن شلمنصر الخامس.
في عام 722 قبل الميلاد، شقيقه سرجون استولى على الحكم من شلمنصر الخامس (ملك أشور) ووسط ظروف غامضة ولكن بالتأكيد عنيفة.
مصير شلمنصر غير معروف يمكن أن نفترض أنه ما لم يفر بأمان إلى واحدة من الدول معادية لآشور (لا يوجد ما يشير على ذلك على الإطلاق)، وقد اجمع على وفاته في النضال من أجل المملكة الأشورية جميع الباحثين.